# Volksempfänger

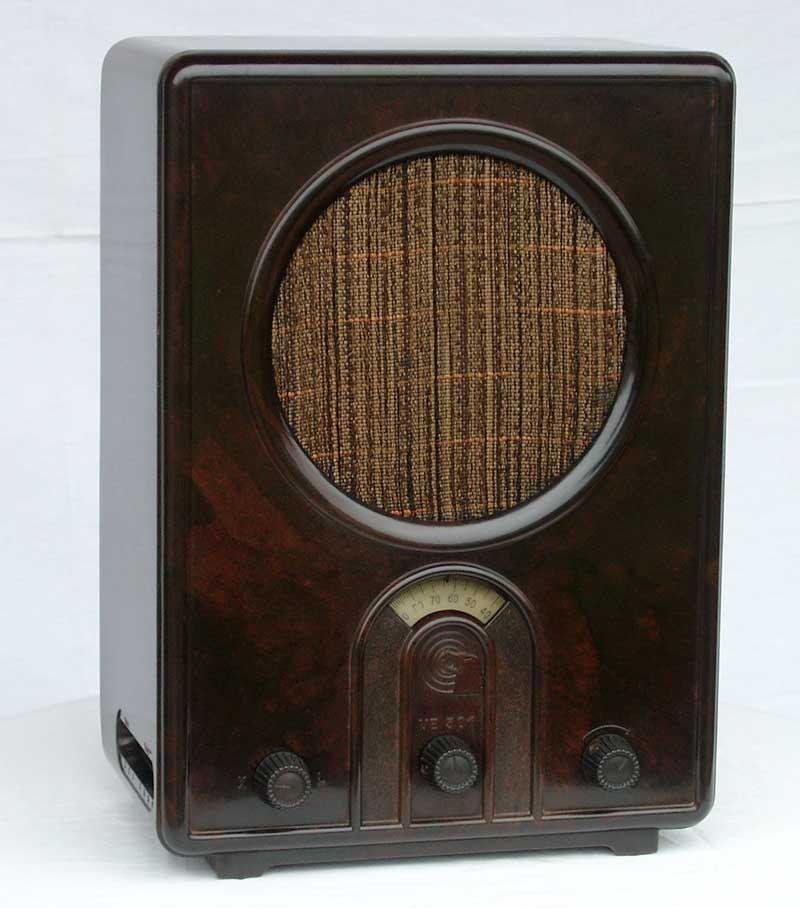
Volksempfänger, type VE301W.

Le Volksempfänger — litt. « récepteur du peuple » — était un poste de radio allemand, conçu, à l’instigation de Joseph Goebbels, par Otto Griessing (en) au sein de l’entreprise Seibt. L’appareil, sous le modèle VE301, fut présenté publiquement pour la première fois à l’occasion de l’exposition internationale de radiodiffusion à Berlin le 18 août 1933. Le boîtier en Bakélite du VE301 avait été mis au point par Walter Maria Kersting. Le prix de vente prévu était de 76 Reichsmarks pour la version de l’appareil fonctionnant sur le secteur, et de 65 Reichsmarks pour celle alimentée par piles.

## Aspects économiques

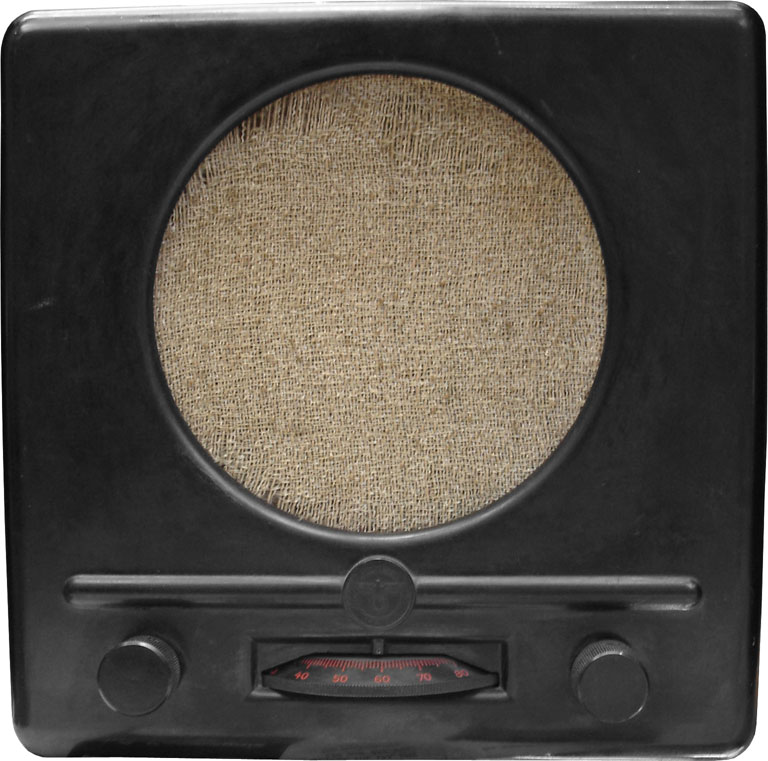
Volksempfänger de type DKE38 (fabriqué de 1938 à 1944).

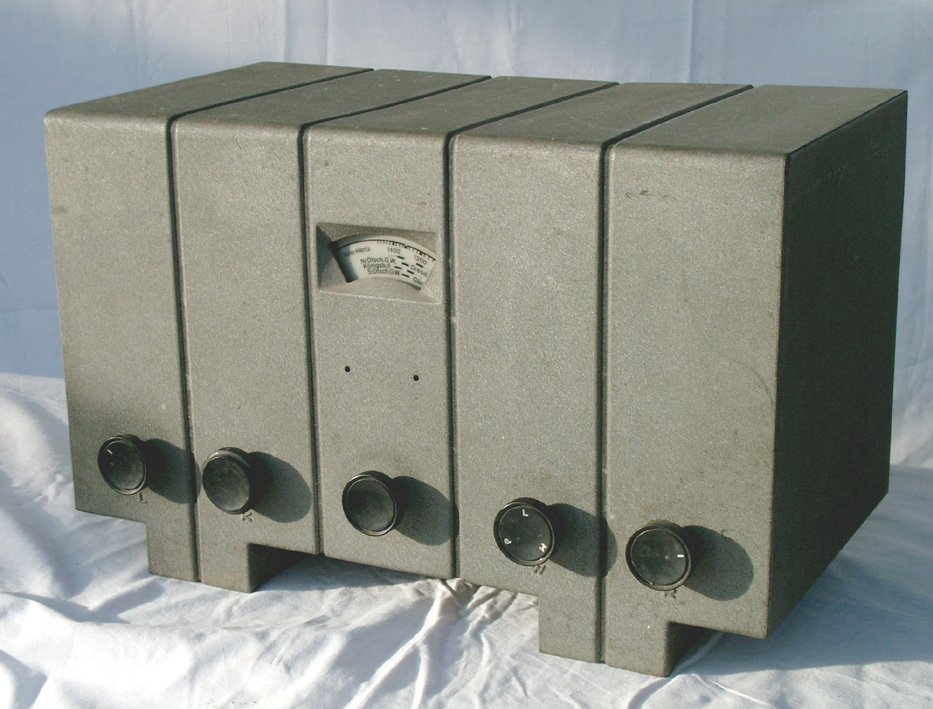
Arbeitsfrontempfänger DAF1011.

Le Volksempfänger est le seul produit parmi la série de projets de propagande développés par le régime nazi ― comme la voiture KdF, le téléviseur Deutscher Einheits-Fernseh-Empfänger E1, le réfrigérateur Volkskühlschrank ou l’unité de logement Volkswohnung ―, à avoir atteint la production en série et à avoir été fabriqué en quantité notable.
L’objectif du Volksempfänger était de permettre à l’ensemble des familles d’écouter la radio, afin que la propagande national-socialiste pût désormais atteindre chaque foyer. 
Les fabricants, au départ, manifestaient quelque réticence, car ils craignaient de voir baisser fortement les chiffres de vente des appareils de marque qu’ils avaient vendus jusque-là et qui étaient au moins deux fois plus chers. Ces craintes s’avérèrent infondées, et on assista au plus à une stagnation de la vente des appareils de marque. Étant donné que l’industrie travaillait, lors de la fabrication du Volksempfänger, avec une marge bénéficiaire très faible, tributaire dans une large mesure de l’évolution du prix des tubes utilisés, les conséquences économiques du Volksempfänger furent ambivalentes. D’une part, quelques petits fabricants de matériel radio furent incapables de respecter les prix plafonnés imposés par le pouvoir politique, de sorte que plusieurs de ces fabricants firent faillite ou furent absorbées par des concurrents plus grands ; mais d’autre part, le nombre des auditeurs de radio s’accrut fortement, abstraction faite d’un léger fléchissement en 1935 et 1936. Cette évolution est sans conteste due à l’introduction du modèle bas de gamme VE 301, peu coûteux, puis, à partir de 1938, du modèle DKE38, le Deutscher Kleinempfänger (litt. « Minirécepteur allemand », au surnom populaire de Goebbelsschnauze,  « museau à Goebbels »). Pour le DKE38, il avait même été mis au point un tube multiple spécial (deux systèmes électriques réunis dans une enveloppe commune), le VCL11, grâce auquel le prix put être réduit à trente-cinq Reichsmarks.
Les cent-mille premiers appareils furent déjà vendus pendant que se tenait encore l’exposition internationale de radiophonie de Berlin en 1933. Des différentes variétés du Volksempfänger, il fut vendu au total plusieurs millions d’exemplaires. Des augmentations notables du nombre d’auditeurs furent notées d'abord en 1937, consécutivement à une campagne publicitaire intensive menée par le ministère du Reich à l'Éducation du peuple et à la Propagande, puis à partir de 1939. Ce qui, dans ce dernier cas, apparaît avoir surtout joué un rôle est l’existence au sein de la population allemande, à l’éclatement de la guerre, d’un puissant besoin d’informations, que l’on voulait assouvir au moyen de la radio.
Cependant, un autre aspect important de la politique radiophonique nazie était que, parallèlement à la diffusion massive de ce moyen de communication que les appareils peu coûteux Volksempfänger et Deutscher Kleinempfänger rendaient possible, le nombre d’auditeurs soumis à la redevance radio dans le Reich s’était accru à proportion ; en 1943, lorsqu’il était à son faîte, ce nombre s’élevait à quelque seize millions de personnes, qui chaque mois s’acquittaient d’une redevance de deux Reichsmarks. De ces recettes, une part moindre allait à la Deutsche Reichspost, tandis que le reste alimentait les caisses de la société radiophonique du Reich (Reichs-Rundfunk-Gesellschaft, RRG) et surtout celles du ministère de la propagande, qui prélevait dans l’argent de la redevance la plus grande part de son budget.

## Aspects propagandistes

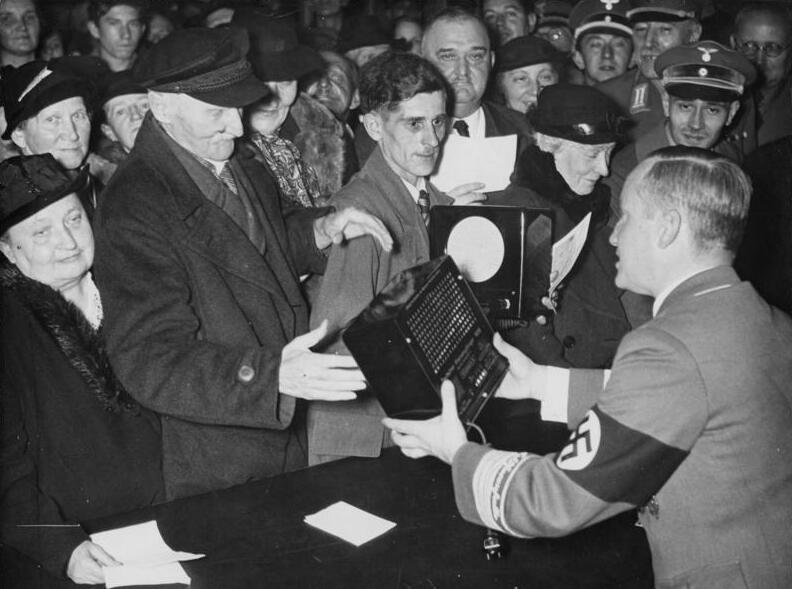
Distribution de 500 exemplaires du Volksempfänger à l’occasion de l’anniversaire de Goebbels en 1938, au centre radiophonique de Berlin, par le Gaupropagandaleiter (chef de propagande) Werner Wächter (à droite sur la photo, portant un brassard à croix gammée). Cliché issu des archives nationales allemandes.

La désignation « VE301 » est formée de l’abréviation VE (pour Volksempfänger), avec adjonction du nombre 301, évocation de la date du 30 janvier 1933, jour de la prise de pouvoir par Adolf Hitler.
Le Volksempfänger était un appareil de conception et d’exécution techniques fort simples, destiné à capter les ondes moyennes et longues (qu’on désignait initialement encore par ondes respectivement courtes et longues). Il devait au minimum assurer la réception de la radio nationale et d’une station de radio supplémentaire, et ce dans l’Allemagne entière. La légende selon laquelle le Volksempfänger ne permettait pas de capter de stations étrangères mène une vie tenace jusqu’à nos jours ; pourtant, il ressort des descriptions et écrits contemporains de cette époque que les principales stations de radio étrangères pouvaient bien être écoutées avec le Volksempfänger.
Aussi, à l’éruption de la Deuxième Guerre mondiale, la menace de sanctions draconiennes, pouvant aller jusqu’à la peine de mort, fut-elle brandie par le ministre de la propagande Joseph Goebbels, dans le cadre d’un décret portant mesures d’exception relatives à la radiodiffusion, en cas d’écoute d’émetteurs ennemis (Feindsender) – au premier rang desquels le service de langue allemande de la British Broadcasting Corporation (BBC) de Londres.
D'après le correspondant de guerre américain Howard K. Smith, en poste à Berlin jusqu'en 1942, lors des premiers revers allemands sur le front de l'Est, tous les propriétaires de Volksempfänger reçurent un petit disque-repère de carton orange percé d'un trou, à fixer sur l'axe du réglage des fréquences, pour que n'importe quel visiteur puisse vérifier que l'appareil était bien « calé » sur le poste national allemand. Les contrevenants risquaient la dénonciation, la visite de la police... et bien pire.
Le Volksempfänger se mua bientôt en un des principaux outils de propagande des nationaux-socialistes au pouvoir : les discours de Hitler étaient retransmis à la radio, les annonceurs s’évertuaient à réinterpréter en victoires les pertes et défaites subies par l’Allemagne après le tournant de la guerre, et on se servait de la radio pour invoquer et attiser la volonté de sacrifice et l’abnégation du peuple allemand. À mesure toutefois que la réalité des bombardements et des importantes pertes militaires, dues en particulier à la guerre à l’est, ne se recoupait plus avec le contenu des bulletins d’information, l’effet persuasif de l’instrument radiophonique devait s’amenuiser progressivement.

## Aspects techniques

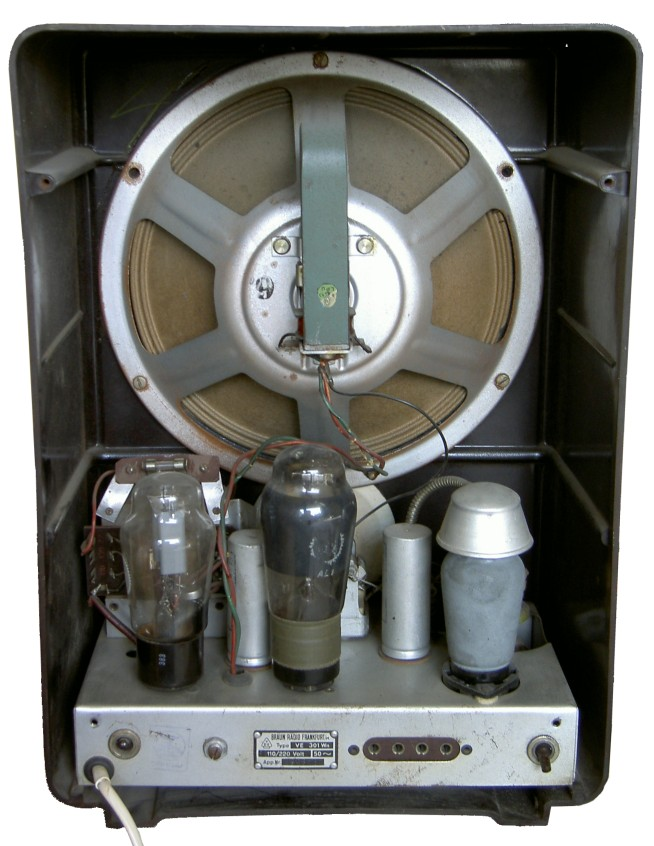
Le Volksempfänger, vue intérieure.

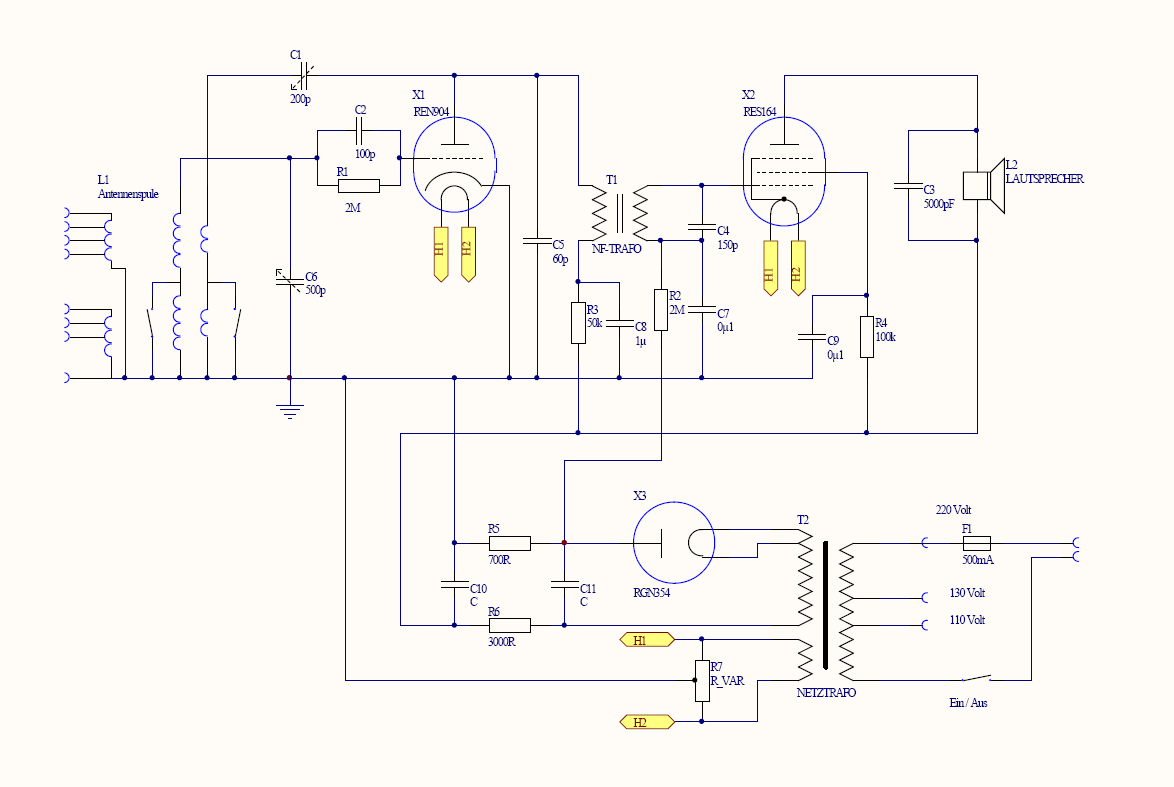
Schéma du VE301W.

Le Volksempfänger du type VE301W était équipé de trois tubes électroniques : une triode REN904 en détectrice à réaction, un tube RES164 de puissance, et un redresseur RGN354. Par l’effet de réaction du REN904 on obtenait la sensibilité nécessaire. Le haut-parleur était un transducteur de haute impédance, dont le fonctionnement était bon mais qui produisait un son de qualité médiocre.
D’autres appareils sont venus plus tard s’ajouter à la famille des Volksempfänger : le  Arbeitsfrontempfänger DAF1011 (DAF est l’acronyme de Deutsche Arbeitsfront, Front allemand du Travail), deux Olympiakoffer (DOK36 et DOK37), le Deutsche Kleinempfänger DKE38, puis également, en 1938, une version actualisée du Volksempfänger proprement dit, le VE301 Dyn. La question est discutée de savoir s’il est approprié d’appliquer l’appellation Volksempfänger aux appareils autres que les types VE301 ; Gemeinschaftsempfänger (soit à peu près « récepteur radio collectif ») serait sans doute une désignation plus adéquate.
Le VE301 Dyn renfermait déjà, outre un tube haute fréquence plus sensible, un haut-parleur électrodynamique. Mais un peu auparavant, en 1937, le modèle originel (le VE301) avait été légèrement mis à niveau, puis offert à la vente sous la désignation VE301 Wn (Wn étant le code de Wechselstrom neu, « courant alternatif type nouveau »). À la différence du modèle d’origine, cet appareil était doté d’un syntonisateur à réglage variable et présentait, grâce à la pentode AF7, un seuil audion amélioré, propre à accroître la sensibilité. L’aspect extérieur de l’appareil avait en revanche à peine été modifié ; le seul changement était la localisation des prises d’antenne (3 × antenne, 1 × terre), lesquelles ne se trouvaient désormais plus sur le côté du boîtier, mais sur le panneau arrière.

## Source et références
1. ↑  W. König (2004), p. 40.
2. ↑  C. F. Latour (1963).
3. ↑  (en) Howard K. Smith, Last Train from Berlin: An Eye-Witness Account of Germany at War, New York, Phoenix, réédition 30 juin 2001, 272 p. (ISBN 1842122142).

## Liens
- (de) Volksempfänger, généralités
- (de) Les Deutsche Volksempfänger
- (de) Musée allemand d'histoire (Deutsches Historisches Museum)
- (de) Circuits et  autres documents
- (de) Musée de la Radiophonie de Fürth (Rundfunkmuseum Fürth, près de Nuremberg)
- (de) Histoire de la Radiodiffusion en Allemagne de 1923 à 2000
- (de) Volksempfänger, appareils similaires et reconstitutions